# 부가 가치 서비스
부가 가치 서비스(value-added service, VAS)는 핵심이 아닌 서비스, 다시 말해 표준 음성통화와 팩시밀리 전송을 넘어선 모든 서비스를 위한 저명한 전기통신 산업 용어이다. 그러나 자신들의 주요 사업을 홍보하기 위해 비용을 거의 들이지 않고도 사용 가능한 서비스에 대해 모든 서비스 산업에 사용될 수 있다. 개념적인 수준에서 전기통신 산업에서 부가 가치 서비스는 표준 서비스에 가치를 더함으로써 구독자들이 자신들의 전화를 더 많이 사용할 수 있게 하고 운용사들이 ARPU를 끌어올릴 수 있게 한다. 휴대전화의 경우 단문 메시지 서비스(SMS), 멀티미디어 메시지 서비스(MMS), 데이터 액세스와 같은 기술들이 역사적으로 부가 가치 서비스로 간주되는 것이 일반적이었지만 근래 수년간 SMS, MMS, 데이터 액세스의 경우 점차 핵심 서비스화되어 가고 있으며, 이에 따라 VAS는 이러한 서비스들을 제외하기 시작했다.

## 주요 부가 가치 서비스
- 생방송 스트리밍
- 위치 기반 서비스
- 모바일 광고
- 모바일 결제, 모바일 상거래 기반 서비스
- 모바일 TV 및 OTT 서비스
- 벨소리
- 온라인 게임
- 통화연결음(RBT, RRBT)
- 단문 메시지 서비스(SMS)
- 인포테인먼트 서비스
- 무선 애플리케이션 프로토콜(WAP) 콘텐츠 다운로드